# Tres Marías (Morelos)
Tres Marías es una población del estado mexicano de Morelos, en particular en el municipio de Huitzilac, y en el extremo noroeste del estado, muy cercana con el límite con la Ciudad de México.

## Localización y demografía
La población de Tres Marías se encuentra localizado en el extremo noroeste del estado, en las coordenadas geográficas 19°03′10″N 99°14′36″O / 19.05278, -99.24333 y a una altitud de 2 810 metros sobre el nivel del mar. Se encuentra junto a la Carretera libre México-Cuernavaca y la autopista México-Cuernavaca de las que es un importante punto. 
De acuerdo con el Censo de Población y Vivienda de 2020 realizado por el Instituto Nacional de Estadística y Geografía tiene una población total de 7 523 habitantes, de los que 3 661 son hombres y 3 862 son mujeres, lo que la convierte en la mayor concentración poblacional del municipio de Huitzilac.